# Києво-Житомирська дієцезія
Київсько-Житомирська дієцезія — дієцезія Римсько-Католицької Церкви в Україні.

## Єпископи
1. о. Лібутій (+960)
2. о. Адальберт (960—961)
3. св. Боніфацій (977—979)
4. св. Бруно (1008—1009)
5. Рейнберн (1010—1014)
6. Олексій (1018—1021)
7. Герард, домініканець (1232—бл. 1244)
8. Вільгельм (1252—1282)
9. Вольмир (1284)
10. Конрад (1284—1299)
11. Миколам (1299—1300)
12. Йоан (1300—1302)
13. Фредерік (1305—1311)
14. Стефан (1320—1345)
15. Генріх, домініканець (1320—1334)
16. Якуб, домініканець (1350—1378)
17. Миколай (1378—1383)
18. Божислав, францисканець (бл. 1405)
19. Філіп, домініканець (1405—1410)
20. Михайло Трестка, домініканець (1410—1429)
21. Станіслав (1430)
22. Станіслав Мартіні (1431—1432)
23. Ютиментій (1449—1473)
24. Ян (1477—1483)
25. Станіслав (бл. 1487)
26. Михайло (зі Львова) (1487—1494)
27. Бартоломей Солозницький (1495—1512)
28. Ян Філіпович (1520—1524)
29. Микола Віжгайло (1526- і 531)
30. Єжи Талат (1532—1533)
31. Франтішек (зі Львова), (1534—1536)
32. Ян Андрушєвич (1546—1556)
33. Миколай Пай (1564—1572)
34. Йосиф Верещинський (1592—1598)
35. Кшиштоф Казімірський (1599—1618)
36. Богуслав Радошевський (1619—1633)
37. Андрій Шолдрський (1634—1635)
38. Олександр Соколовський (1636—1645)
39. Станіслав Заремба (1646—1648)
40. Ян Лещинський (1655—1656)
41. Томаш Уєйський (1656—1677)
42. Ян Станіслав Вітвіцький (1679—1682)
43. Андрій Залуський (1683—1692)
44. Миколай Свенціцький (1697—1699)
45. Ян Павло Гомолінський (1700—1711)
46. Валентій Арцемберський (1715—1718)
47. Ян Тарло (1718—1723)
48. Ян Самуель Ожга (1723—1756)
49. Каєтан Ігнатій Солтик (1756—1759)
50. Йосиф Андрій Залуський (1759—1774)
51. Ігнатій Франциск Оссолінський (1774—1784)
52. Каспар Цецішевський (1784—1798)
53. Каспар Цецішевський (1798—1827)
54. Михайло Півницький (1831—1845)
55. Каспар Боровський (1848—1883)
56. Симон Мартін Козловський (1883—1891)
57. Кирило Любовидський (1897—1898)
58. Болеслав Ієронім Клопотовський (1899—1901)
59. Кароль Недзялковський (1901—1911)
60. Лонгін Жарновецький (1910—1915)
61. Ігнатій Дубовський (1916—1925)
62. Ян Пурвінський (1991—2011)
63. Петро Мальчук (2011—2016)
64. Віталій Скомаровський (Апостольський адміністратор від 31 травня 2016)[1]
65. Віталій Кривицький (призначений 30 квітня 2017 року)[2]

Олександр Язловецький (єпископ-помічник з 18 вересня 2019 року)

## Храми
- Костел святого Миколая (Київ)
- Собор святого Олександра (Київ)
- Костел Зішестя Святого Духа (Чернігів)
- Костел святої Софії (Житомир)
- Костел блаженного Гонората Козімського у Коростені
- Костел Христа Царя Всесвіту у Звягелі
- Костел святого Станіслава Костки у Баранівці
- Костел Воздвиження Хреста Господнього у Олевську
- Костел Преображення Господнього у Борисполі
- Костел Пресвятої Трійці в Обухові